# Baleasne, Hadeaci
Baleasne (în ucraineană Балясне) este un sat în comuna Petrivka-Romenska din raionul Hadeaci, regiunea Poltava, Ucraina.

## Demografie
Componența lingvistică a localității Baleasne
     Ucraineană (100%)
Conform recensământului din 2001, toată populația localității Baleasne era vorbitoare de ucraineană (100%).